# René Depestre
René Depestre (Jacmel, Haití, 29 de agosto de 1926) es un poeta, ensayista y novelista comunista haitiano.

## Biografía
A los diecinueve años publicó sus primeros poemas, Étincelles. Opositor al régimen del dictador Elie Lescot, participó en la rebelión que provocó su caída en 1946.
Fue encarcelado durante el régimen dictatorial de François Duvalier y obligado a exiliarse. Vivió varios años en París, donde estudió en la Sorbona Letras y Ciencias Políticas. Tras un agitado periplo por Europa y Sudamérica (Chile, Argentina, Brasil), lanzado de una orilla a otra por la guerra fría, pasó cerca de veinte años en Cuba.
Si bien reconoce en el régimen de Fidel Castro la lucha por la descolonización de África y la abolición del racismo en Cuba, critica sin embargo la falta de libertad de expresión.

En 1971, durante el juicio y encarcelamiento del poeta cubano Heberto Padilla, defendió públicamente a este último y denunció los excesos del régimen político instaurado en Cuba. Tras esta posición, fue destituido del poder por Fidel Castro y relegado a la Universidad de La Habana donde debe dar lecciones a policías disfrazados de estudiantes falsos:
“Mi silla era una silla falsa y yo era un profesor falso que hablaba con estudiantes falsos. »
Sometido a arresto domiciliario por Fidel Castro, René Depestre logra huir de Cuba y se instala en París en 1978 con su segunda esposa, la cubana Nelly Compano. En 1979 ingresó en el secretariado de la Unesco para trabajar en los programas de creación artística y literaria. Se jubiló en 1986 y se retiró al Aude para dedicarse a la literatura

### Poesía
- Etincelles, Port-au-Princ: Imprimerie de l'Etat, 1945
- Gerbes de Sang, Port-au-Prince: Imprimerie de l'Etat, 1946
- Végétations de Clarté, Paris: Seghers, 1951
- Traduit du Grand Large Paris: Seghers, 1952
- Minerai noir, Paris: Présence Africaine, 1956
- Journal d'un animal marin, Paris: Présence Africaine, 1967
- Cantate d'Octobre à la Vie et à la Mort du Commandant Ernesto Che Guevara, Havanna: Institudo del Libro, 1968
- Poète à Cuba" Paris: Pierre Jean Oswald, 1976
- En etat de poésie Paris: Les Editeurs français réunis, 1980
- Lettre à un poète du marronnage Bois Pluriel, 1988
- Au Matin de la négritude Paris: Euroeditor, 1990
- Anthologie personelle Arlés: Actes Sud, 1993
- Ode à Malcolm X: Grande Brigitte, in: Litterature Moderne du Monde Francophone, by Peter Thompson. Chicago: National Textbook Company (McGraw-Hill), 1997, ISBN 9780844215884
- Un Eté indien de la parole Double Cloche, 2001
- Non-assistance à poète en danger Paris: Seghers, 2005
- Rage de vivre. Oeuvres poétiques complètes Paris: Seghers, 2007

### Novela
- Le Mât de cocagne Paris: Gallimard, 1979
- Alléluia pour une femme jardin Paris: Gallimard, 1981
- Hadriana dans Tous mes Rêves Paris: Gallimard, 1988
- Eros dans un train chinois Paris: Gallimard, 1990
- La mort coupée sur mesure, in: Noir des îles Paris: Gallimard 1995
- Un rêve japonais, in: Le Serpent à plumes. Récits et fictions courtes, Paris: Le Serpent à plumes, 1993
- L'oeillet ensorcelé, Paris: Gallimard, 2006

### Ensayo
- Pour la révolution pour la poésie Paris: Leméac 1974
- Bonjour et Adieu à la Négritude Paris: Robert Laffont 1980
- Le Métier à métisser Paris: Stock, 1998
- Ainsi parle le fleuve noir Paroles de l'Aube, 1998

### Edición en español
- Eros en un tren chino Ediciones Barataria, ISBN 978-84-95764-03-4, 2002